# Xavier Gigandet
Pour les articles homonymes, voir Gigandet.
Xavier Gigandet, (né le 15 août 1966 à Yvorne), est un skieur alpin suisse qui a mis fin à sa carrière sportive à la fin de la saison 1998.

## Coupe du Monde
- Meilleur classement au Général : 20e en 1991 et 1992.
- 2 podiums en course Coupe du monde (2 en Descente).